# فرد پری (بازیکن فوتبال)
فرد پری (انگلیسی: Fred Perry; ۳۰ اکتبر ۱۹۳۳ – ۱۱ ژوئیهٔ ۲۰۱۶) بازیکن فوتبال اهل بریتانیا بود.
از باشگاه‌هایی که در آن بازی کرده‌است می‌توان به باشگاه فوتبال وورتینگ، باشگاه فوتبال لیورپول، و باشگاه فوتبال سیتینگبورو اشاره کرد.